# Lygodactylus ocellatus
Espèce
Lygodactylus ocellatus est une espèce de geckos de la famille des Gekkonidae.

## Répartition
Cette espèce se rencontre en Eswatini et en Afrique du Sud.

## Liste des sous-espèces
Selon The Reptile Database (11 octobre 2012) :
- Lygodactylus ocellatus ocellatus Roux, 1907
- Lygodactylus ocellatus soutpansbergensis Jacobsen, 1994

## Publications originales
- (de) Roux, 1907 : Beiträge zur Kenntnis der Fauna von Süd-Afrika. Ergebnisse einer Reise von Prof. Max Weber im Jahre 1894. VII. Lacertilia (Eidechsen). Zoologische Jahrbücher. Abteilung für Systematik, Geographie und Biologie der Tiere, vol. 25, p. 403-444 (texte intégral).
- (en) Jacobsen, 1994 : A new subspecies of Lygodactylus ocellatus (ROUX) (Lacertilia: Gekkonidae) from the Soutpansberg, South Africa. Journal of African Zoology, vol. 108, n. 3, p. 231-236.